# Article 54 de la Constitution de la Cinquième République française
Article 53 Article 55
L'article 54 de la Constitution de la Cinquième République française traite de la solution en cas de conflit déclaré entre la Constitution française et un traité. Le conseil constitutionnel teste la conformité du traité à l'égard de la Constitution, un refus indique qu'une révision constitutionnelle est nécessaire pour l'application ou la ratification. Cet article constitutionnalise la supériorité de la Constitution sur les engagements internationaux. 

## Texte

### Version actuelle telle que modifiée par laloi constitutionnelle du 25 juin 1992
« Si le Conseil Constitutionnel, saisi par le Président de la République, par le Premier Ministre, par le Président de l'une ou l'autre assemblée ou par soixante députés ou soixante sénateurs, a déclaré qu'un engagement international comporte une clause contraire à la Constitution, l'autorisation de ratifier ou d'approuver l'engagement international en cause ne peut intervenir qu'après révision de la Constitution »
— Article 54 de la Constitution du 4 octobre 1958

### Version d'origine
« Si le Conseil constitutionnel, saisi par le président de la République, par le Premier ministre ou par le président de l'une ou de l'autre assemblée, a déclaré qu'un engagement international comporte une clause contraire à la Constitution, l'autorisation de le ratifier ou de l'approuver ne peut intervenir qu'après la révision de la Constitution. »
— Article 54 de la Constitution du 4 octobre 1958

## Contenu

### Extension de la saisie
La saisie du Conseil constitutionnel en vertu de cet article a été étendue aux députés ainsi qu'aux sénateurs par la loi constitutionnelle du 25 juin 1992. En date de 2015, sur les treize utilisations de l'article, les députés et sénateurs n'ont demandé la saisie que deux fois.

### Absence d'indication sur la temporalité de la saisie
La Constitution ne donne pas d'indication quant au moment à partir duquel ou jusqu'auquel le Conseil constitutionnel peut être saisi. La loi organique sur le Conseil constitutionnel (ordonnance no 58-1067 du 7 novembre 1958) n'indique rien. La saisine est donc facultative.

## Applications
Malgré l'extension du droit de saisine aux parlementaires en 1992, il reste rare et le Conseil constitutionnel n'a été saisi que treize fois dans le cadre de cette procédure, la plupart du temps sur des textes en rapport avec l'Union européenne. Ainsi, un grand nombre de traités internationaux échappent à tout contrôle de constitutionnalité a priori. 
Sur les treize utilisations de cet article, le Président de la République a été à l'origine de la saisine huit fois, et le Premier ministre quatre fois. Certaines saisines ont été conjointes, notamment en période de cohabitation. 
Cet article doit être combiné avec l'alinéa 2 de l'article 61 de la Constitution qui permet au Conseil constitutionnel de contrôler la constitutionnalité d'une loi autorisant la ratification ou l'approbation d'un engagement international, ce qui permet de procéder à un contrôle indirect de celui-ci,.

### Liste des utilisations de l'article 54
En 2024, l'article fut appliqué treize ou quatorze fois.
- En 1970 (70-39 DC) pour le traité du Luxembourg, relatif à la communauté européenne, déclaré conforme.
- En 1976 (76-71 DC) sur l'élection au suffrage universel direct du parlement européen, déclaré conforme[9].
- En 1985 (85-188 DC) sur la ratification du protocole n° 6 à la Convention européenne des droits de l'homme qui limite la peine de mort, déclaré conforme.
- En 1992 (92-308 DC) pour le traité de Maastricht, instaurant l'Union européenne. Le Conseil constitutionnel indique qu'une révision est nécessaire, dont acte avec la loi constitutionnelle du 25 juin 1992.
- En 1992 (92-312 DC), saisie par des parlementaires RPR pour vérifier la conformité de la révision constitutionnelle de juin 1992 relative au traité de Maastricht, qui est déclarée conforme[10].
- En 1997 (97-394 DC) pour le traité d'Amsterdam, qui renforce l'UE. Une révision est nécessaire pour valider le transfert de compétences, ce qui amène à la modifications des articles 88-2 et 88-4 en 1999.
- En 1999 (98-408 DC) pour le statut de Rome instituant la Cour pénale internationale. Le Conseil constitutionnel déclare que le texte engage la souveraineté nationale et l'immunité du président et des parlementaires, imposant une révision. L'article 53-2 fut créé cette même année.
- En 1999 (99-412 DC) pour la charte européenne des langues régionales ou minoritaires, qui exigerait la modification de plusieurs dispositifs fondamentaux de la Constitution. Bien que signée, la charte ne fut pas ratifiée par la France.
- En 2004 (2004-505 DC) pour le traité établissant une Constitution pour l'Europe, qui imposerait une révision constitutionnelle. Le titre XV est modifié début 2005. Le traité est rejeté lors du référendum du 29 mai 2005.
- En 2005 (2005-524/525 DC) pour le protocole no 13 à la Convention de sauvegarde des droits de l'homme et des libertés fondamentales et le deuxième protocole facultatif se rapportant au Pacte international relatif aux droits civils et politiques qui abolissent la peine de mort en toute circonstance. Le Conseil constitutionnel indique que le protocole facultatif engage la souveraineté nationale, imposant une révision. L'article 66-1 fut créé en 2007.
- En 2006 (2006-541 DC) pour le protocole de Londres qui modifie le régime des traductions révisant la convention sur le brevet européen, déclaré conforme.
- En 2007 (2007-560 DC) pour le traité de Lisbonne, proche de la constitution européenne, qui impose la révision. Plusieurs articles du titre XV de la Constitution furent modifiés en 2008.
- En 2012 (2012-653 DC) pour le traité sur la stabilité, la coordination et la gouvernance, relatif à l'Europe, déclaré conforme.
- En 2017 (2017-749 DC) pour l'accord économique et commercial global, un partenariat avec le Canada, déclaré conforme. Il n'a pas été ratifié par la France.

## Postérité
L'article est repris, presque mot pour mot, au sein de l'article 216 de la Constitution de la République démocratique du Congo de 2006.